# 카오스 워킹
《카오스 워킹》(Chaos Walking)은 2021년 공개된 미국의 SF 액션 모험 영화다. 더그 라이먼 감독의 연출 작품으로, 패트릭 네스의 SF 소설 삼부작 카오스 워킹 시리즈의 첫 번째 작품 《절대 놓을 수 없는 칼》(The Knife of Never Letting Go)을 영화화한 것이다. 데이지 리들리, 톰 홀랜드, 마스 미켈센, 데미안 비치르, 신시아 어리보, 닉 조너스, 데이비드 오옐러워가 출연한다.

## 줄거리
서기 2257년, 식민지 행성 뉴 월드에서는 남성들이 '노이즈'라는 특이한 현상에 시달린다. 이 현상으로 인해 모든 사람들이 서로의 생각을 이미지, 단어, 소리의 형태로 보고 들을 수 있게 되었다. 초기 식민자들은 행성의 토착 종족인 '스패클'과 전쟁을 벌였고, 그 과정에서 여성 식민자들은 모두 사망하고 남성들만 살아남았다.
주인공 토드 휴이트는 양아버지 벤과 시릴과 함께 프렌티스타운에서 살고 있다. 그 마을에는 설교자 아론, 시장 데이비드 프렌티스, 그리고 그의 아들 데이비도 함께 살고 있다. 프렌티스는 자신의 노이즈를 통제하는 능력을 길러 다른 사람들이 그의 생각을 쉽게 읽지 못하게 한다.
어느 날, 지구의 첫 번째 식민지와 연락이 끊긴 우주선이 뉴 월드에 접근하고, 정찰선이 파견되어 행성을 조사하다 추락한다. 토드는 무언가를 훔쳐 달아나는 사람을 쫓다가 추락 현장을 발견한다. 마을로 돌아온 토드는 이 사실을 숨기려 하지만, 다른 사람들은 그의 생각을 통해 추락한 우주선에 대해 알게 된다. 그들은 현장에 도착하지만 생존자는 찾지 못한다. 토드는 결국 추락한 우주선의 유일한 생존자인 비올라를 만나게 되고, 여자를 처음 본 토드는 충격에 휩싸인다.
프렌티스타운 사람들은 비올라를 붙잡아 시장에게 데려간다. 프렌티스는 비올라를 심문하고, 그녀가 식민지 모선에 연락하는 것을 막고 그들의 상륙을 가로채, 냉동 수면 상태의 사람들을 죽이고 우주선을 약탈하려는 계획을 엿듣게 된다. 비올라는 토드의 집 헛간에 숨고, 토드는 그녀를 숨겨주려다 프렌티스 부하에게 들키게 된다. 벤은 토드에게 비올라가 안전할 수 있는 파브랜치라는 정착지에 대해 알려준다.
비올라는 도망치고 토드가 뒤쫓는다. 프렌티스와 그의 부하들은 농장에 도착해 비올라를 돌려달라고 요구하며 그녀가 스파이라고 주장한다. 이 과정에서 데이비가 시릴을 죽이고 벤은 어쩔 수 없이 그들과 합류한다. 토드는 비올라를 따라잡고, 그들은 토드의 개 맨치와 함께 파브랜치로 향한다. 비올라는 자신이 4천 명 이상의 승객을 태운 식민지 우주선에서 왔으며, 그녀의 부모는 지구에서 뉴 월드로 가는 여정에 몸이 좋지 않았다고 말한다.
그들이 스패클과 마주치자 토드는 죽이려 하지만, 비올라는 위험해 보이지 않는다며 그를 막는다. 파브랜치에 도착하지만, 프렌티스타운 출신인 토드를 탐탁치 않게 여기는 사람들도 있었다. 토드는 어머니의 일기를 가지고 있었는데, 글을 읽지 못하는 그를 대신해 비올라가 읽어준다. 일기에는 여성들이 스패클에게 살해당한 것이 아니라 프렌티스타운 남성들이 죽였다는 내용이 적혀 있었다. 남성들은 여성들의 생각을 알 수 없다는 사실에 미쳐버렸던 것이다.
프렌티스와 그의 부하들이 도착하고 벤은 토드에게 비올라를 넘겨주라고 설득하려 하지만, 토드는 거짓말한 벤에게 실망한다. 벤은 자신의 노이즈를 이용해 비올라의 환영을 보여줘 프렌티스와 부하들의 시선을 돌리고, 그 틈을 타 토드와 비올라는 도망친다. 아론이 그들을 쫓고, 그들은 보트를 타고 탈출하지만 아론이 맨치를 죽인다.
다음 날, 비올라와 토드는 첫 번째 식민지 우주선의 폐허에 도착한다. 그곳에서 그들은 식민지 우주선에 신호를 보내려 하지만 안테나가 망가져 있었다. 토드는 안테나를 수리하려 하고, 프렌티스와 그의 부하들이 도착하자 토드는 벤이 인질로 잡혀있어 항복한다. 아론이 비올라를 죽이려 하지만 비올라가 장치로 불을 붙여 죽인다.
토드는 다시 나타나지만 프렌티스는 벤을 쏜다. 토드가 벤에게 달려가자 벤은 칼을 넘겨준다. 토드는 프렌티스와 싸우고, 프렌티스는 자신의 환영을 이용해 토드를 혼란시키고 총을 쏜다. 토드는 어머니와 다른 여성들의 환영을 만들어내며 프렌티스를 비겁자라고 부르고, 비올라가 프렌티스를 절벽 아래로 밀어 죽인다.
식민지 우주선이 하늘에 나타나고, 데이비와 나머지 프렌티스타운 사람들은 도망친다. 토드는 식민지 우주선의 의료실에서 깨어난다. 비올라는 이 행성을 사랑하게 되었다며 자신의 사람들이 건설하고 있는 새로운 식민지를 토드에게 보여준다.

## 출연
- 데이지 리들리 - 비올라 이드
- 톰 홀랜드 - 토드 휴잇
- 마스 미켈센 - 데이비드 프렌티스
- 데미안 비치르 - 벤 무어
- 신시아 어리보 - 힐디 블랙
- 닉 조너스 - 데이비드 프렌티스 주니어 / 데이비
- 데이비드 오옐러워 - 에런
- 커트 서터 - 실리언 보이드
- 오스카르 하에나다 - 윌프
- 오루니키 아델리이 - 파이퍼
- 마크 프리모
- 레이 맥킨넌 - 짐 존슨
- 베타니 앤 린드 - 카리사
- 마일렌 딘-로빅 - 줄리
- 타라 니코데모 - 타라
- 빈센트 르클럭 - 도스
- 블레인 크로커렐 - 어린 토드
- 클로디아 베소 - 그웬
- 맥스웰 맥카비-로코스 - 프렌티스 마을사람 1
- 스티브 맥킨타이어 - 프렌티스 마을사람 2
- 프레드리크 벨랑게르 - 프렌티스 마을사람 3
- 타이론 벤스킨 - 해머
- 프랑수아 고티에 - 찰리
- 프랭크 폰테인 - Mr. 펠프스
- 돈 조던 - 톰
- 패트릭 가로우 - 이반
- 마이린 로비치 - 줄리
- 줄리언 리칭스 - 어부 1
- 글렌 그랜트 - 어부 2
- 피터 시본 - 케일럽
- 쟝 미셸 파레 - 시장 캠프의 남자
- 마이클 야무시 - 프렌티스 마을 기병
- 루이 필리프 두하멜 - 마굿간 보이 1
- 자넬 부하르 - 마굿간 보이 2
- 브라이언 알렉산더 - 프렌티스 마을 보병 1
- 제롬 웨르타 - 프렌티스 마을 보병 2

## 촬영 기간
- 2017년 8월 7일 ~ 2017년 11월[4]

## 참고 사항
- 영화의 본 촬영은 이미 2017년에 진작 끝났지만, 2018년 4월에 열린 초기 편집본의 시사회에서 도저히 개봉할 수 없을 정도라는 악평까지 나올 만큼 반응이 매우 부정적이었다. 결국 본래의 2019년 개봉을 포기한 뒤 1500만 달러의 추가 비용을 투입하고, 페데 알바레즈를 재촬영 감독으로 고용해 한 달 간의 대규모 재촬영을 거쳐 완성한 뒤에도 2년 후에야 개봉한 비운의 작품이다. 게다가 그렇게 고생한 보람도 없이 평가는 영 좋지 않다. 이러다보니 예산은 1억 달러 정도로 미칠듯이 뻥튀기되어 있는 편이다.[5]